# Henri Brémond
Henri Brémond (n. 31 iulie 1865 - d. 17 august 1933) a fost un critic literar și prelat francez.

## Opera
- 1902: Copilul vieții ("L’Enfant et la vie");
- 1902: Suflete religioase ("Âmes religieuses");
- 1904: Preafericitul Tomas Morus ("Le bienheureux Thomas More");
- 1905: Studiu despre Newman ("Étude sur Newman");
- 1907: Gerbert ("Gerbert");
- 1909: Nicole ("Nicole");
- 1909: Evoluția clerului englez ("L’Évolution du clergé anglican");
- 1910: Apologie pentru Fénelon ("Apologie pour Fénelon");
- 1913: Texte alese de Bossuet ("Textes choisis de Bossuet");
- 1916 - 1933: Istoria literară a sentimentului religios în Franța de la sfârșitul războaielor religioase până în zilele noastre ("Histoire litteraire du sentiment religieux en France depuis la fin des guerres de religion jusqu'a nos jours");
- 1923: Maurice Barrès ("Maurice Barrès");
- 1924: Pentru romantism ("Pour le Romantisme");
- 1926: Poezia pură ("De la poésie pure");
- 1925: Rugăciune și poezie ("Prière et poésie");
- 1926: Sfânta Ecaterina de Alexandria ("Sainte Catherine d’Alexandrie");
- 1929: Introducere în filozofia rugăciunii ("Introduction à la philosophie de la prière");
- 1930: Racine și Valéry ("Racine et Valéry").